# Elecciones de Alsacia de 2004
Las elecciones regionales en la región de Alsacia (Francia) se celebraron en el 2004. Esta región fue la única de la Francia continental en la que el centro-derecha ganó.
| Candidato       | Partido  | Primera ronda | %    | Segunda ronda | %    |
| --------------- | -------- | ------------- | ---- | ------------- | ---- |
| Jacques Bigot   | PS-Verts | 133 038       | 20,1 | 236 689       | 34,4 |
| Patrick Binder  | FN       | 122 860       | 18,6 | 151 186       | 22,0 |
| Adrien Zeller * | UMP-UDF  | 225,193       | 34,1 | 299 351       | 43,6 |
| Otros           | -        | 180 016       | 27,2 | -             | -    |
| Total           | -        | 661 107       | -    | 687 226       | -    |

- Datos: Q4735751